# Nycteris javanica
Nycteris javanica là một loài động vật có vú trong họ Nycteridae, bộ Dơi. Loài này được E. Geoffroy mô tả năm 1813.